# Jayavarman Paramesvara
Jayavarman IX hay Jayavarman Paramesvara là vua của Đế quốc Khmer từ 1327 đến 1336.

## Tiểu sử
Jayavarman IX giống như cha mình là một người theo Ấn Độ giáo trung thành. Theo sử biên niên của Hoàng gia Campuchia, ông bị ám sát năm 1336 bởi người đứng đầu của khu vườn hoàng gia, Neay Trasac Paem Chay, người đã kết hôn con gái của ông và cướp lấy ngai vàng. Câu chuyện này có lẽ là huyền thoại (Nó rất giống với lịch sử Miến Điện: xem Nyaung-U Sawrahan).